# Chloé N'Gazi
Chloé Yamina N'Gazi-Boumrar (en arabe : كلوي يمينة نقازي بومرار), née le 6 juin 1996 à Meudon, est une footballeuse internationale algérienne jouant au poste de gardienne de but à l'Olympique de Marseille.

## Biographie

### Carrière en club
Chloé N'Gazi est née le 6 juin 1996 à Meudon dans le département des Hauts-de-Seine. Elle commence le football à l'âge de 8 ans dans le club de l'AS Meudon. Elle joue pendant un an avec les garçons, puis intègre la section féminine du COM Bagneux. Elle finit par rejoindre le GPSO 92 Issy, où elle se fait repérer par le Paris Saint-Germain. Après avoir été formée au Paris Saint-Germain, elle évolue quatre saisons aux États-Unis dans l'université du centre de la Floride au sein des Knights de l'UCF à Orlando,. En 2019, elle s'engage à l'US Orléans, en deuxième division.
Après trois saisons à Orléans, elle rejoint le FC Fleury, à l'été 2022. Deuxième gardienne dans la hiérarchie, ce n'est que le 25 novembre 2022, qu'elle dispute son premier match sous ses nouvelles couleurs en fin de match contre Reims à l'occasion de la 9e journée de D1.
Elle devient une joueuse du Havre AC en 2024.
Le 2 janvier 2025, elle signe à l'Olympique de Marseille.

### Carrière en sélection
En mars 2020, elle est appelée pour la première fois en équipe d'Algérie, pour participer à un stage en préparation du premier tour éliminatoire de la Coupe d’Afrique des nations 2020,. La compétition est annulée pour cause de pandémie de Covid-19.
En octobre 2021, elle est appelée par la sélectionneuse Radia Fertoul pour participer à une double confrontation face au Soudan, dans le cadre des éliminatoires de la CAN 2022. Le 20 octobre 2021, elle honore sa première sélection en tant que titulaire, lors de la victoire 14 à 0 contre le Soudan,. Le match retour prévu le 26 octobre est finalement annulé à la suite du coup d'État au Soudan,.

## Palmarès
- Championnat de France D2
  - Championne en  2025 avec l'Olympique de Marseille

## Statistiques

### Statistiques détaillées
| Saison                | Club                   | Championnat           | Championnat | Championnat | Coupe(s) nationale(s) | Coupe(s) nationale(s) | Algérie | Algérie | Total | Total |
| Saison                | Club                   | Division              | M.          | B.          | M.                    | B.                    | M.      | B.      | M.    | B.    |
| 2011-2012             | GPSO 92 Issy           | Division 1            | -           | -           | 1                     | 0                     | -       | -       | 1     | 0     |
| 2012-2013             | GPSO 92 Issy           | Division 1            | 1           | 0           | -                     | -                     | -       | -       | 1     | 0     |
| 2013-2014             | Paris Saint-Germain    | Division 1            | -           | -           | -                     | -                     | -       | -       | 0     | 0     |
| 2014-2015             | Paris Saint-Germain    | Division 1            | -           | -           | -                     | -                     | -       | -       | 0     | 0     |
| Sous-total            | Sous-total             | Sous-total            | 1           | 0           | 1                     | 0                     | -       | -       | 2     | 0     |
| 2019-2020             | US Orléans             | Division 2            | 11          | 0           | 3                     | 0                     | -       | -       | 14    | 0     |
| 2020-2021             | US Orléans             | Division 2            | 5           | 0           | -                     | -                     | -       | -       | 5     | 0     |
| 2021-2022             | US Orléans             | Division 2            | 17          | 0           | 2                     | 0                     | 4       | 0       | 23    | 0     |
| Sous-total            | Sous-total             | Sous-total            | 33          | 0           | 5                     | 0                     | 4       | 0       | 42    | 0     |
| 2022-2023             | FC Fleury 91           | Division 1            | 1           | 0           | -                     | -                     | -       | -       | 1     | 0     |
| 2023-2024             | FC Fleury 91           | Division 1            | 14          | 0           | 2                     | 0                     | 5       | 0       | 21    | 0     |
| Sous-total            | Sous-total             | Sous-total            | 15          | 0           | 2                     | 0                     | 5       | 0       | 22    | 0     |
| 2024-2025             | Le Havre AC            | Première Ligue        | 0           | 0           | -                     | -                     | -       | -       | 0     | 0     |
| 2024-2025             | Olympique de Marseille | Seconde Ligue         | 7           | 0           | -                     | -                     | -       | -       | 7     | 0     |
| Total sur la carrière | Total sur la carrière  | Total sur la carrière | 58          | 0           | 8                     | 0                     | 9       | 0       | 75    | 0     |

### En sélection

#### Matchs internationaux
Le tableau suivant liste les rencontres de l'équipe d'Algérie dans lesquelles Chloé N'Gazi a été sélectionnée depuis le 20 octobre 2021 jusqu'à présent.